# UNITE (TRFのアルバム)
『UNITE』（ユナイト）は、1998年5月20日にリリースされたTRFの7作目のオリジナル・アルバム。

## 解説
1995年12月11日発売の『BRAND NEW TOMORROW』以来、2年半ぶりのオリジナル・アルバムは小室哲哉プロデュースを離れた初の新譜で3か月連続発売した先行シングル3曲を含んだ全13曲。初回盤はスリーブケース仕様となっている。
オリコン週間チャートでは4位に初登場。総売上は18.3万枚。

## 収録曲
1. Realize
作詞：DJ KOO　作曲・編曲：菅原サトル
18thシングルのカップリング曲。
2. frisky a GO-GO!(Sunset Boulevard Mix)
作詞：YU-KI　作曲：DJ KOO　編曲：DJ KOO・田代隆廣
19thシングルのカップリング曲のアルバムバージョン。
3. Frame
作詞：DJ KOO&前田たかひろ　作曲・編曲：木村貴志
19thシングル。
4. in the move to be
作曲・編曲：日高智(GTS)
5. darkscape
作詞・作曲：DJ KOO　編曲：DJ KOO・田代隆廣
6. EARL GREY
作詞：工藤順子　作曲：DJ KOO　編曲：DJ KOO・田代隆廣
7. TRY OR CRY
作詞：工藤順子　作曲・編曲：原一博
20thシングル。
8. Meltin' you
作詞：牧穂エミ　作曲・編曲：原一博
9. Future Shock
作詞：工藤順子　作曲：DJ KOO　編曲：DJ KOO・田代隆廣
10. Friends
作詞：DJ KOO　作曲・編曲：TWO-B-FREE(RAISE)
11. It's My TIME
作詞：前田たかひろ　作曲：宗像仁志　編曲：MUNEZO
のちに「BE FREE」のカップリング曲としてリカット。
12. Get up! Stand up! Unity!
作詞：m.c.A・T　作曲・編曲：富樫明生
13. Unite! The Night!
作詞：m.c.A・T　作曲・編曲：富樫明生
18thシングル。
特に表記はないが、シングル収録版とは若干違いがある。
間奏あけの音に拡がりがある加工が施されている。